# Blei(IV)-fluorid
Blei(IV)-fluorid ist eine anorganische chemische Verbindung des Bleis aus der Gruppe der Fluoride.

## Gewinnung und Darstellung
Blei(IV)-fluorid kann durch Reaktion von Blei(II)-fluorid oder Blei mit Fluor gewonnen werden.
{\displaystyle {\ce {PbF2 + F2 -> PbF4}}}
{\displaystyle {\ce {Pb + 2F2 -> PbF4}}}

## Eigenschaften
Blei(IV)-fluorid ist ein weißer, kristalliner Feststoff, der sehr empfindlich gegen Feuchtigkeit ist. Er färbt sich an feuchter Luft durch Bildung von Bleidioxid sofort braun.
{\displaystyle {\ce {PbF4 + 2H2O -> PbO2 + 4HF}}}
Diese Reaktion passiert auch in verdünnter Flusssäure, in konzentrierter Flusssäure (oder reinem Fluorwasserstoff) entsteht Bleifluoridsäure ("fluoroplumbic acid").
{\displaystyle {\ce {PbF4 + 2HF -> H2PbF6}}}
Auch die Salze dieser Säure sind darstellbar.
{\displaystyle {\ce {H2PbF6 + 2NaF -> Na2PbF6 + 2HF}}}
Blei(IV)-fluorid besitzt eine tetragonale Kristallstruktur mit der Raumgruppe I4/mmm (Raumgruppen-Nr. 139)  und den Gitterkonstanten a 425,36 pm,c 806,4 pm, sowie Z = 2. Die Verbindung besteht wie Zinn(IV)-fluorid aus PbF6-Oktaedern die über gemeinsame äquatoriale Brücken mit jeweils vier PbF6-Oktaedern zu planaren Schichten verknüpft sind.